# Italjet
Italemmezeta, Ital, Tarbo, Ital-Moto-Jawa en Italjet zijn Italiaans historische merken van motorfietsen van dezelfde fabrikant.
De bedrijfsnaam was: Italemmezeta S.p.A, Bologna, later Italjet S.p.A, San Lazzaro di Savena, Bologna.
Leopoldo Tartarini (1932-2015) was een succesvol motorcoureur. Hij won in 1952 als twintigjarige al de Milaan-Taranto-race met een zelfgebouwde zijspancombinatie waarin hij een 650cc-BSA Golden Flash-motor had gemonteerd. Later won hij de Motogiro D'Italia met een 125cc-Benelli en werd hij derde in Milaan-Taranto. In 1954 won hij de Motogiro D'Italia. In 1954 kreeg hij van MV Agusta het aanbod om als fabriekscoureur in het wereldkampioenschap wegrace aan te treden, maar zijn moeder overtuigde hem om thuis te blijven en het familiebedrijf (een motorfietshandel) te bestieren. In 1955 trad hij als coureur in dienst van Ducati, dat zich nog beperkte tot Italiaanse kampioensraces. Hij werd naast coureur ook ontwikkelingsingenieur. Een ernstig ongeluk in 1956 maakte echter een einde aan zijn racecarrière. Wel ging hij samen met Giorgio Monetti in 1957 op wereldreis op twee 175cc-Ducati's.

## Italemmezeta en Ital
Vrienden en collega-coureurs hadden Tartarini al vaak gevraagd racemotoren voor hen te bouwen of bestaande racemotoren sneller te maken. Tartarini begon in februari 1960 motorfietsen samen te stellen met Italiaanse frames en inbouwmotoren van MZ van 98- tot 248 cc. Daar was de naam ook van afgeleid: Italemmezeta ofwel "ItalMZ". Ook sportieve modellen met 50cc-FB Minarelli-blokje werden gebouwd, en verkocht onder de kortere naam Ital.

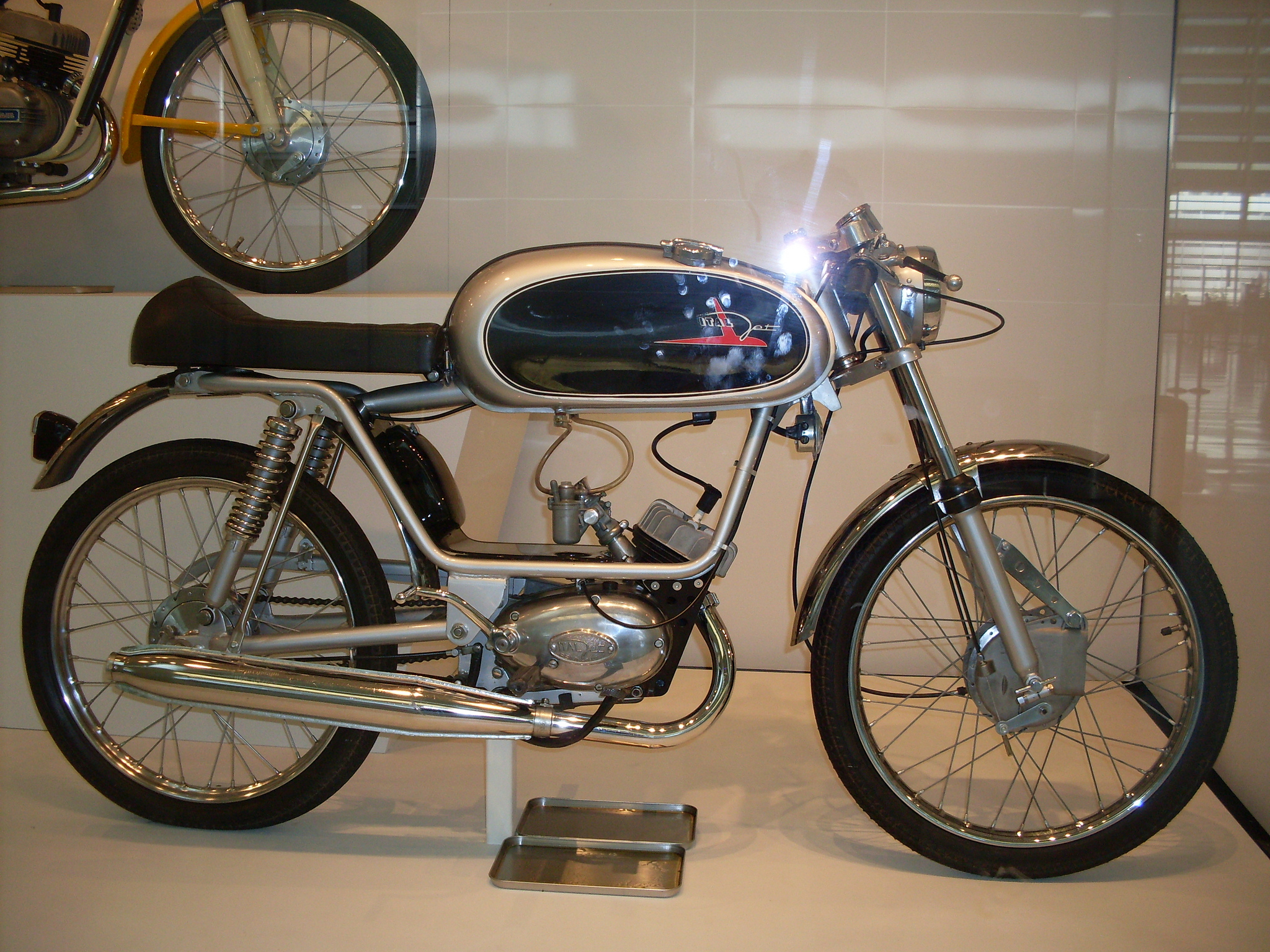
Italjet Mustang

## Tarbo en Ital-Moto-Jawa
Tartarini had in 1964 de Italjet Mustang (bijgenaamd the Boom) ontworpen en in 1966 een prototype gemaakt dat hij Ital-Moto-Jawa noemde. Zijn Tarbo-bromfiets had dan ook een Mustang-voorvork en -koplamp en een Jawa-CZ 50cc blokje. Tarbo bouwde ook nog 125- en 350 cc motorfietsen met Jawa-blokken. Aan de samenwerking met Jawa kwam een einde door de inval van het Warschaupact in Tsjechoslowakije in 1968. De naam "Tarbo" was samengesteld uit Tartarini en Bologna.

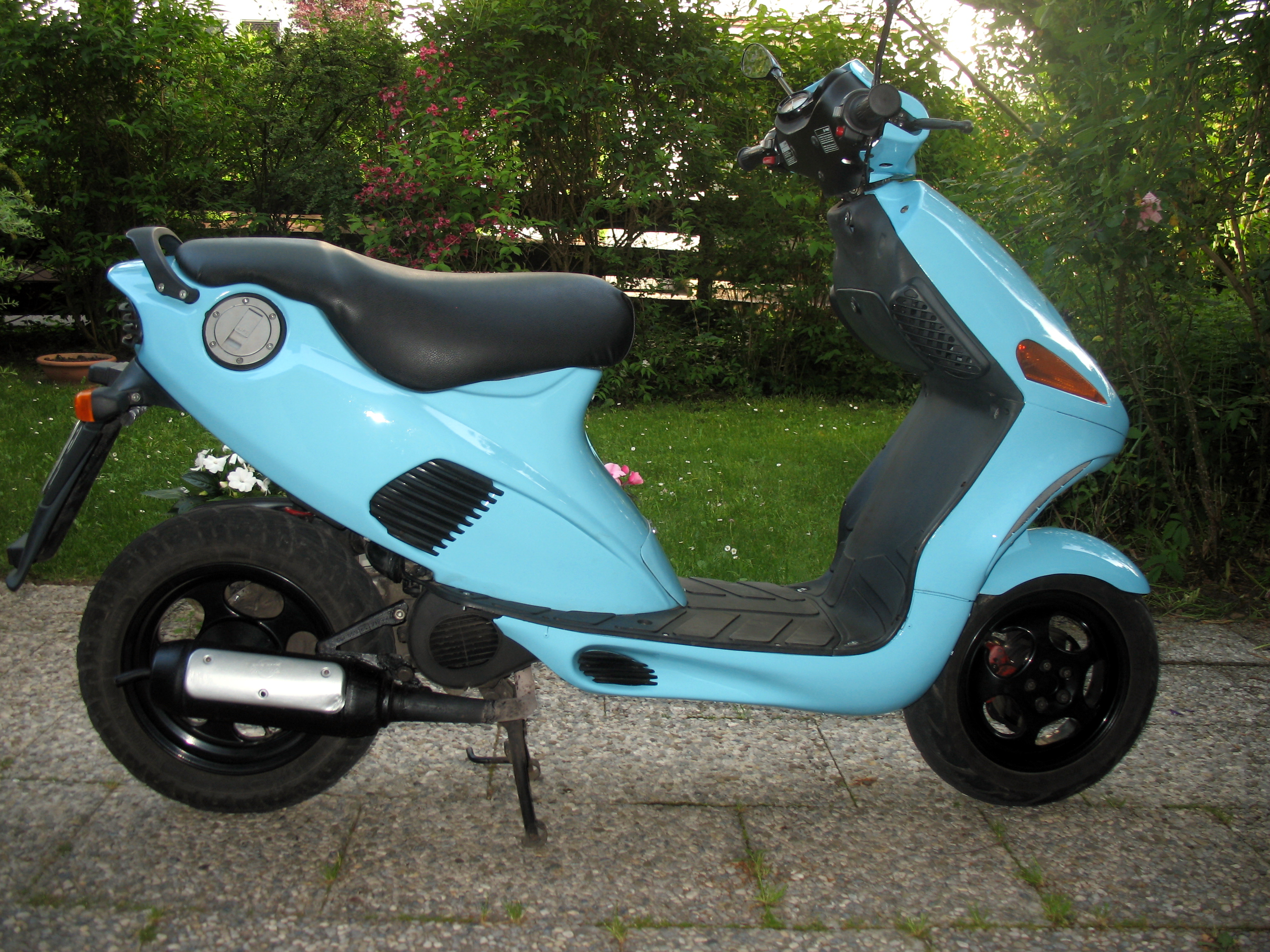
Italjet Formula 50 (jaren '90)

Het door Leopoldo Tartarini opgerichte merk werd in 1961 Italjet gedoopt en de productie werd verplaatst naar San Lazzaro di Savena. Tartarini werd door de BSA-groep benaderd om een lichte motorfiets met een 160cc-Minarelli-motor te ontwikkelen om de verouderde BSA Bantam te vervangen. Het project kreeg de merknaam Ariel, maar ging nooit in productie. De samenwerking met BSA/Triumph/Ariel leidde wel tot de 650cc-Italjet Grifon, die was voorzien van een Triumph Bonneville-blok. Van deze machine werden ongeveer 1000 exemplaren gebouwd, 300 voor de Italiaanse markt en 300 voor de Verenigde Staten en Australië. Er ontstond samenwerking met Floyd Clymer, die (een deel van) de merkrechten van Indian bezat en die door Tartarini ontwikkelde en gebouwde 50cc-minibikes ging verkopen onder de naam Indian Papoose. Deze machientjes werden zo populair dat Italjet er meer dan 15.000 voor de Amerikaanse markt produceerde. Clymer gaf Tartarini ook de opdracht om zwaardere machines te ontwikkelen, gebaseerd op het ontwerp van de Grifon, maar aanvankelijk met een Royal Enfield Interceptor 750-blok en later met 500cc-blokken van de Velocette Venom en Thruxton. Italjet kreeg ook de opdracht van Fabio Taglioni (Ducati) om haar V-twins "aan te kleden". De Ducati-blokken werden bij Italjet van frames voorzien.
De feitelijke eigen productie van Italjet begon in 1967 met een minibike, de Italjet Mini Bambino met 8 inch wielen die slechts 26 kg woog en een Franco Morini-tweetaktmotor had die 1,3 pk leverde. Daarna volgde de Junior Cross Automatic met een 5,5pk-Franco Morini-motor en de Super Competition CX 50 met vier versnellingen en die bedoeld was voor aspirant-motocrossers. De Italjet Grand Prix CX 50 R beschikte over een lichtmetalen cilinder en leverde ook 5,5 pk. Voor de export bouwde men de CX 80 R met een 13pk-sterke Minarelli-motor. De CX 100 crosser was bedoeld voor jonge rijders van 11 tot 13 jaar, de CX 125 was bedoeld voor 13 tot 15-jarigen. Er kwamen ook twee "straatlegale" machines, de Italjet Coyote 125 enduromotor en de Italjet Buccaneer 125 sportmotor met een Yamaha-tweecilinder tweetaktmotor. In de jaren tachtig leverde men de trialmotoren T 50, T 100, Scott 350 en T 350 Piuma, de straatmodellen Roadmaster 350, CX 350, de allroads Boss 350, en H&H Transafrica 350, de bromfiets Tiffany, de trikes Ranger 125 en Rambo 350, de minibike Skipper 125 en de vouwscooter Pack 2.
Vanaf de jaren negentig richtte Italjet zich vooral op de productie van scooters van 50 tot 180 cc.
Allereerst werd de Formula 50 gepresenteerd, voorzien van een 50cc Morini motorblok.
De Italjet Dragster vanaf 1996 werd een ware hit vanwege het afwijkende model met buizenframe in het zicht. Deze was voorzien van een 50cc Minarelli motorblok.
De 180cc variant was ietsjes langer in frame voor meer stabiliteit op hogere snelheden en voorzien van een 180cc 2takt motorblok welke van Piaggio werd gekocht, gelijkend aan de Gilera Runner 180.
Een geheel nieuw model Dragster 125 en 200cc (4takt 4 klepper) werd in 2018 op de Eicma motorshow in Milaan gepresenteerd en zal vanaf juni 2019 leverbaar zijn .
In 2003 ging het merk ter ziele, maar Massimo Tartarini, de zoon van Leopoldo, kocht de merkrechten. Hij bouwde een prototype van de Grifon 650 met een Hyosung-V-twin en bracht ook de Grifon 900 uit, met de driecilindermotor van het herrezen merk Triumph van John Bloor.
In de jaren jaren tien bestond het merk nog steeds, maar het produceerde elektrische fietsen.